# Vincenza Gerosa
Vincenza (al secolo Caterina) Gerosa (Lovere, 29 ottobre 1784 – Lovere, 20 giugno 1847) è stata una religiosa italiana,  cofondatrice (insieme a Bartolomea Capitanio) dell'Istituto delle suore della carità, dette di Maria Bambina. È stata proclamata santa da papa Pio XII nel 1950.

## Biografia

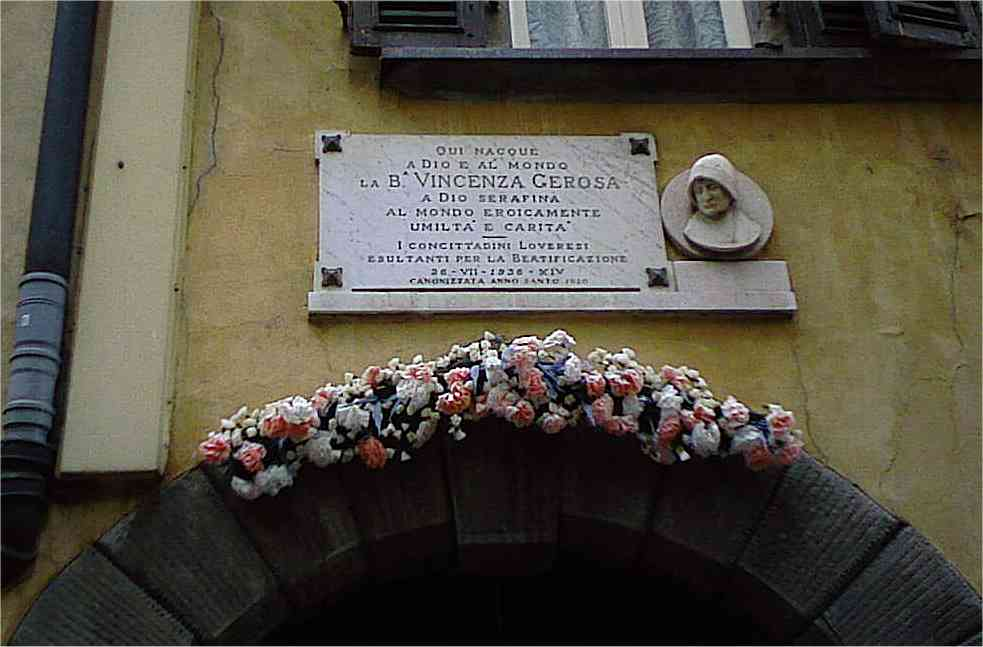
Lapide sulla casa natale a Lovere

Caterina Gerosa nacque a Lovere nel 1784 in una famiglia facoltosa, nella quale con i genitori Gianantonio e Giacomina Macario vivevano anche gli zii paterni, associati nel commercio delle pelli. Prima di quattro sorelle, venne presto coinvolta negli affari, dove rivela diligenza e spiccate capacità.
Cresciuta in un contesto profondamente cristiano, coltivò con entusiasmo la sua vita di fede, rivelando una grande passione per il Crocifisso, da cui attingeva forza e serenità per affrontare le contraddizioni e le prove familiari. Ben presto, infatti, perse il padre e in seguito la madre venne allontanata da casa dagli zii, forse per incompatibilità di carattere.
Con il progresso degli anni Caterina vide la sua famiglia assottigliarsi sempre più finché rimase sola con una zia. Divenuta erede di un vistoso patrimonio, spalancò la sua casa alle ragazze bisognose di assistenza, alle mamme che non riuscivano a sfamare i figli, agli indigenti che dalla sciura Caterina erano certi di trovare un posto a tavola. Ma più spesso ancora era lei a indovinare le povertà e a entrare discreta nelle case provvedendo il necessario e componendo dissapori. Era chiamata "la mamma e la paciera del paese".

### L'incontro
Era ormai sulla quarantina quando nella sua vita irruppe la giovane Bartolomea Capitanio, appena uscita dall'educandato delle clarisse, fresca di studi e con audaci programmi di carità cristiana. Frequentava l'oratorio che Caterina aveva avviato nella sua casa e con lei si occupava dei malati dell'ospedale, aperto in un edificio donato dagli stessi Gerosa.

### La fondazione dell'istituto
In Caterina, pur così diversa per età e per indole, Bartolomea vedeva infine la compagna ideale per realizzare il progetto di un istituto tutto fondato sulla carità, che soccorresse i bisognosi. La proposta sembrò troppo ardita a Caterina, che amava le espressioni feriali, spicciole della carità e rifuggiva da grandi progetti. Il consiglio dei sacerdoti di Lovere la portò ad accettare la proposta, che lei accolse umilmente come misterioso disegno di Dio nella sua vita.

### Il Conventino
Alle prime luci del 21 novembre 1832 si ritrovarono così tutte e due nella parrocchiale di San Giorgio con il parroco don Rusticiano Barboglio e don Angelo Bosio per l'Eucaristia celebrata per loro e poi al "Conventino" per l'atto di consacrazione a Dio nel servizio dei prossimi. Vissero insieme solo otto mesi perché Bartolomea si ammalò e morì il 26 luglio 1833 e a Caterina, che prende il nome di suor Vincenza, rimase il compito di compiere l'opera appena avviata, valendosi del consiglio e del sostegno di don Angelo Bosio.
Al "Conventino" arrivarono presto altre giovani, desiderose di porsi sulle orme di Bartolomea, e insieme giunsero insistenti richieste della loro presenza anche da fuori Lovere.
Infieriva infatti in varie zone il colera, che lasciava orfani tanti bambini, e negli ospedali male organizzati languivano vecchi e malati. I tanti bisogni premevano e le suore accorrevano nell'istituto Santa Chiara a Bergamo, nell'orfanotrofio di Treviglio e in altri paesi e città della Lombardia, ma anche nel Trentino e nel Veneto, dove la carità le chiamasse.
Alla sua morte suor Vincenza lasciò una famiglia ben consolidata, con 156 suore distribuite in 25 comunità. Le lasciò con questa consegna: «Amatevi scambievolmente e avrete la benedizione di Dio».

## Culto
La beatificazione avvenne domenica 7 maggio 1933, nell'ambito dell'Anno Santo della Redenzione voluto da papa Pio XI; il 18 maggio 1950, dunque durante un altro Anno Santo, papa Pio XII la proclamò santa unitamente con Bartolomea Capitanio. Nella Chiesa cattolica il rito romano ne fissa la memoria liturgica il 28 giugno, mentre quello ambrosiano la ricorda il 18 maggio insieme a santa Bartolomea.